# ヘキサな二人
ヘキサな二人（ヘキサなふたり）は、2008年2月14日から2月17日まで新宿シアターアプルで行われたつるの剛士と野久保直樹のダブル主演の舞台である。初日は夜に1回、2日目から最終日までは昼と夜に1回ずつと合計7回行われた。尚、この舞台はテレビ番組の『クイズ!ヘキサゴンII』とは何の関係もないと、番組司会者の島田紳助は発言している（しかし、番組内のエンディングでは「ヘキサゴンが舞台に……」などと宣伝していたため、この発言は紳助のネタと思われる。また、ゲスト出演者は全員ヘキサゴンに縁のある人物である）。
2009年6月26日には、DVDの発売がされた。

## キャスト
- つるのの - つるの剛士
- ののくぼ - 野久保直樹
- 水谷あつし
- 林修司
- 西海健二郎

ゲスト出演者
1日目
- スザンヌ

2日目
- 山本モナ
- 田中卓志（アンガールズ）
- 山根良顕（アンガールズ）
- 上地雄輔

3日目
- 波田陽区
- 里田まい（カントリー娘。）

4日目
- 品川祐（品川庄司）
- 木下優樹菜

## スタッフ
- 作・演出：坪田塁
- 舞台監督：川上大二郎
- 制作：紫音史おり
- プロデューサー：神原孝、小沢英治、難波利幸
- 主催：フジテレビジョン
- 企画・製作：ケイダッシュステージ

## エピソード
- 羞恥心の曲が舞台開始前に流されており、テレビよりも早く聞くことができた。